# Haplostoma mizoulei
Haplostoma mizoulei – gatunek widłonoga z rodziny Botryllophilidae. Nazwa naukowa tego gatunku skorupiaków została opublikowana w 1962 roku przez francuskiego zoologa Claude’a Monniota.